# جون تيليماكوس جونسون
جون تيليماكوس جونسون (بالإنجليزية: John Telemachus Johnson)‏ (و. 1788 – 1856 م)هو سياسي، ومحامي من الولايات المتحدة الأمريكية .
وهو عضو في الحزب الجمهوري الديمقراطي، والحزب الديمقراطي الأمريكي .
توفي في لكسينغتون، ميزوري .

## التعليم
تعلم في جامعة ترانسيلفانيا.